# Нихајм
Нихајм (њем. Nieheim) град је у њемачкој савезној држави Северна Рајна-Вестфалија. Једно је од 10 општинских средишта округа Хекстер. Према процјени из 2010. у граду је живјело 6.672 становника. Посједује регионалну шифру (AGS) 5762028.

## Географски и демографски подаци
Нихајм се налази у савезној држави Северна Рајна-Вестфалија у округу Хекстер. Град се налази на надморској висини од 243 метра. Површина општине износи 79,8 km². У самом граду је, према процјени из 2010. године, живјело 6.672 становника. Просјечна густина становништва износи 84 становника/km².